# Internet Explorer 6
Pour un article plus général, voir Internet Explorer.
Chronologie des versions
Internet Explorer 5 Internet Explorer 7
Internet Explorer 6 (abrégé IE6) est la sixième version majeure d'Internet Explorer, un navigateur web développé par Microsoft pour les systèmes d'exploitation Windows. Il est sorti le 27 août 2001, peu après la finalisation de Windows XP.
Il s'agit du navigateur par défaut livré avec Windows XP et Windows 2003 Serveur, et il a également été mis disposition peu après pour Windows NT 4.0, Windows 98, Windows 98 SE, Windows ME et Windows 2000. IE6 SP1 est la dernière version d'Internet Explorer disponible pour Windows NT 4.0, Windows 98, Windows 98 SE, Windows ME, et Windows 2000. Même s'il a été dépassé par d'autres versions d'Internet Explorer, Microsoft continue à le supporter sous Windows XP SP3.
Cette version d'Internet Explorer est largement critiquée pour ses problèmes de sécurité et son manque de support des standards web, elle apparaît donc souvent dans des listes des "pires produits technologiques de tous les temps", avec certaines publications qui la qualifient de « logiciel le moins sécurisé sur la planète ». À cause d'un pourcentage important des internautes qui utilisaient ce navigateur obsolète, des campagnes ont été établies pour encourager les utilisateurs à migrer vers une nouvelle version d'Internet Explorer ou bien à passer à un autre navigateur. Certains sites internet ont entièrement abandonné le support d'IE6, le plus connu étant Google qui a cessé de supporter IE6 sur certains de ses services,.

## Parts de marché
Il a été le navigateur Web le plus utilisé lors de sa période de mise en avant (remplaçant Internet Explorer 5.x), atteignant une part de marché de plus de 80 % en 2002 et 2003 et plus de 95 % si on cumule les autres versions d'Internet Explorer. Son taux d'utilisation a lentement diminué jusqu'en 2007. À ce moment, entre fin-2006 et 2008, il a perdu à peu près la moitié de ses parts au profit d'Internet Explorer 7 et de Mozilla Firefox.
IE6 est resté plus populaire qu'Internet Explorer 7 pendant près d'un an après la sortie officielle de son successeur. Une enquête publiée dans article de DailyTech a montré qu'en décembre 2007 55,2 % des entreprises utilisent encore IE 6, tandis qu'IE 7 a un taux d'adoption de seulement 23,4 %.
Net Applications a estimé qu'IE6 a une part de marché d'encore 39 % en septembre 2008. Selon la même source, les utilisateurs migreraient plus rapidement d'Internet Explorer 7 à Internet Explorer 8 que les utilisateurs d'IE6 à IE7. Cela a conduit au fait qu'IE6 est redevenu la version du navigateur la plus utilisé. Au cours de la seconde moitié 2009, soit 8 ans après son introduction, IE6 a occupé la première place de la version la plus utilisée du navigateur de façon permanente.
En février 2010, on estime que les parts de marché globales d'IE6 sont d'entre 10 et 20 %,,. Néanmoins, IE6 continue de maintenir une présence importante, voire majoritaire dans le marché des navigateurs de certains pays, notamment en Chine et en Corée du Sud,.
Au 29 janvier 2010, Google a annoncé qu'il commencera à arrêter de supporter Internet Explorer 6. À partir du 1er mars 2010, des applications et des services Google cesseront de fonctionner correctement avec Internet Explorer 6,. Au 13 mars 2010, YouTube a annoncé qu'il ne sera désormais plus compatible avec IE6. De nombreux sites majeurs essayent maintenant de décourager l'utilisation de ce navigateur web, jusqu'ici sans succès.

## Critiques
Une critique fréquente d'Internet Explorer est le temps nécessaire pour que les correctifs arrivent après la découverte de failles de sécurité.
Microsoft attribue les délais à un test rigoureux du correctif. Un article sur le blog de développement d'Internet Explorer, le 17 août 2004 a expliqué qu'il y a au minimum 234 versions différentes d'Internet Explorer que Microsoft supporte (couvrant plusieurs dizaines de langues, différentes versions du système d'exploitation et du niveau du navigateur dans chaque langue), et que chaque combinaison est testée avant qu'un correctif ne sorte.

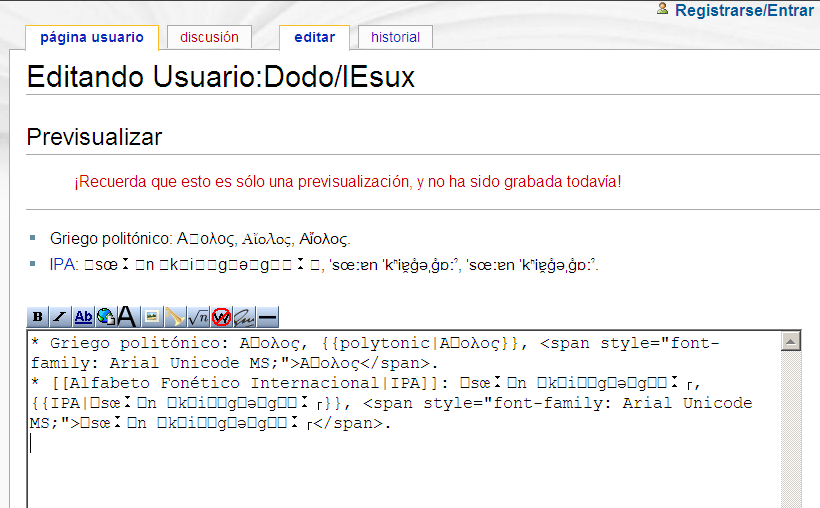
Internet Explorer a aussi des problèmes pour afficher des caractères Unicode.

En mai 2006, PC World a classifié Internet Explorer 6 comme étant le huitième plus mauvais produit high-tech de tous les temps. Un certain degré de complaisance a été reproché à Microsoft sur IE6. Avec près de 90 % du marché des navigateurs, l'innovation et l'introduction de nouvelles fonctions dans le navigateur a été quasiment nul, ce qui dans le temps équivaut à cinq ans entre la présentation d'IE6 et son remplacement par IE7. Ce fait est un facteur contribuant à l'augmentation des parts du navigateur alternatif, Mozilla Firefox.
Contrairement aux autres navigateurs principaux actuellement en usage, IE6 ne supporte pas complètement ni correctement le CSS 2, ce qui rend difficile pour les développeurs web d'assurer la compatibilité avec le navigateur sans diminuer les capacités pour les utilisateurs des navigateurs modernes. Les développeurs doivent donc utiliser des stratégies pour modifier le style CSS ou bien d'autres formes modifications spécifiques pour parvenir à faire marcher leurs sites web avec IE6.
En outre, IE6 ne supporte pas non plus la transparence alpha dans les images PNG. Au lieu d'enlever tout fond afin d'obtenir une transparence, elle affiche l'image avec un fond de couleur unie (gris). Il y a une solution pour en utilisant AlphaImageLoader créé par Microsoft, mais il est plus compliqué à utiliser et n'est pas totalement fonctionnel.
IE6 a aussi été critiqué pour son instabilité. Par exemple, tout ce qu'on doit faire pour planter IE6 est d'insérer une de ces lignes de code dans une page Web:
```
<
style
>
*
{
position
:
relative
}</
style
><
table
><
input
></
table
>

```

ou
```
<
script
>
for
 
(
x
 
in
 
document
.
write
)
 
document
.
write
(
x
);
<
/script>

```

### Campagne d'abandon d'IE 6
Lassés de la part encore importante d'utilisateurs (plus de 15 % des internautes utilisaient cette version en janvier 2010 ; celle-ci arrive donc derrière Internet Explorer 7 et 8), certains sites ont décidé d'afficher clairement à ces utilisateurs de changer de navigateur soit en effectuant une mise à jour vers les versions supérieures (la version 7, puis la 8 quand elle fut sortie), soit en en prenant un autre comme Mozilla Firefox, Google Chrome, Safari ou Opera.
Ce mouvement a débuté en Norvège au mois de février 2009,, puis peu à peu le mouvement s'est étendu à des sites populaires tels que Digg, YouTube,,, Google Docs ou plus nationaux comme RFO ou montimbreenligne.
L'affichage n'apparaît que pour les utilisateurs de la version 6 du navigateur sous la forme d'un bandeau leur signifiant que leur navigateur est obsolète et leur proposant des solutions pour y remédier,.
L'objectif de la campagne n'est pas la disparition d'Internet Explorer toutes versions confondues, mais l'apparition d'un ensemble de navigateurs respectant les standards du Web promus par le W3C et intégrant les nouvelles améliorations publiées par cette agence. Certains développeurs estiment en effet qu'ils perdent 30 % de leur temps à pallier la non-intégration de certaines techniques du web par Internet Explorer 6 alors que les navigateurs récents leur permettraient de faire des choses plus avancées encore (techniques qui sont en partie testées dans les tests Acid 2 et 3).
Un site IE6 no more a été créé pour recenser tous les sites internet adhérant à cette campagne. Depuis 2011, Microsoft a même lancé son propre site : I6 Countdown. Ce site diffuse les statistiques d'utilisation mondiale du navigateur et encourage les utilisateurs à migrer vers les versions plus récentes de son navigateur.
Parallèlement, un autre mouvement, unique en son genre, cherche à sauver Internet Explorer 6. Il s'agit bien entendu d'un site humoristique, peut-être dans le but de dénoncer le retard de la décision de Microsoft...

## Mode de compatibilité
Internet Explorer 6 a abandonné la possibilité d'utiliser le Mode de compatibilité, qui permettait à Internet Explorer 4 d'être utilisé en parallèle avec IE5,.À la place, IE6 a introduit le mode quirks, qui permet de copier les comportements d'IE 5.5. Plutôt que d'être activable par l'utilisateur, le mode quirks est activé automatiquement et silencieusement lorsque l'on visite des pages qui contiennent un DOCTYPE ancien, invalide ou son absence. Cette fonctionnalité a été rajoutée peu après dans tous les autres navigateurs importants pour maximiser la compatibilité avec des anciennes pages ou des pages mal codées.

## Plateformes supportées
Internet Explorer 6 supporte Windows NT 4.0 (uniquement avec le Service Pack 6a), Windows 98, Windows Me, Windows 2000, Windows XP, Windows 2003 Serveur. Le Service Pack 1 supporte toutes ces versions mais, la Security Version 1 est uniquement supportée par Windows XP SP2 et Windows 2003 Serveur SP1 et avec les Service Packs ultérieurs pour ces versions. Les versions après Windows XP incluent désormais Internet Explorer 7 et supérieures.

## Historique des versions
| Version majeure | Version mineure | Date de sortie   | Changements significatifs                                                                                            | Livré avec                                |
| --------------- | --------------- | ---------------- | --- | ----------------------------------------- |
| Version 6       | 6.0 Beta 1      | mars 2001        | Changement dans le traitement CSS et meilleure conformité aux normes W3C.                                            |                                           |
| Version 6       | 6.0             | 27 août 2001     | Version finale. Suppression de la fonction smart tag, introduite dans la version bêta.                               | Windows XP                                |
| Version 6       | 6.0 SP1         | 9 septembre 2002 | Correction de failles. Dernière version supportée par Windows NT 4.0 SP6a, 98, 2000 et Me.                           | Windows XP SP1 et Windows Server 2003     |
| Version 6       | 6.0 SP2         | 25 août 2004     | Correction de failles. Bloqueur de pop-up et ActiveX. Gestionnaire d'extensions. Support terminé le 13 juillet 2010. | Windows XP SP2 et Windows Server 2003 SP1 |
| Version 6       | 6.0 SP3         | 21 avril 2008    | Dernières mises à jour incluses dans le service pack 3 de Windows XP. Support terminé le 8 avril 2014.               | Windows XP SP3                            |

## Configuration système
Internet Explorer 6 nécessite au minimum: (avec des configurations supérieures pour XP avec IE6 SP1) :
- Processeur 486 à 66 MHz.
- Windows 98.
- Moniteur Super VGA (800 × 600) avec 256 couleurs.
- Souris ou système de pointage compatible.
- RAM: 64 MB pour Windows 98, 128 MB pour Windows Me et Windows XP.
- Espace disque de 8,7 Mo (Windows Me) - 12,7 Mo (Windows NT avec SP6a).